# Karl Wittich
Karl Wittich, född 25 juni 1840 i Berlin, död i november 1916 i Dresden, var en tysk historiker.
Wittich blev 1870 docent och var 1874–1877 extra ordinarie professor i historia i Jena. Han ägnade sig uteslutande åt studier och forskning i olika länders arkiv och utgav ett par arbeten av intresse för svenska läsare, såsom Magdeburg, Gustav Adolf und Tilly (1874), ett omfångsrikt band, i vilket dock själva huvudfrågan om vem som förstörde Magdeburg lämnas olöst, en fråga, som han i skriften Dietrich von Falkenberg, Oberst und Hofmarschall Gustav Adolfs (1892) gick  närmare in på livet. Dessutom författade han Struensee (1879) och uppsatser i "Allgemeine Deutsche Biographie" (bland annat den omfångsrika artikeln Gustav II Adolf), "Preußische Jahrbücher" (artiklar om Albrecht von Wallenstein) och Heinrich von Sybels "Historische Zeitschrift".